# Клондайк (мінісеріал)
Клондайк (англ. Klondike) — американсько-канадійський мінісеріал режисера Саймона Джонса, з Річардом Медденом та Августом Прю у головних ролях, про двох шукачів пригод з Канади, які подорожують до Юкона, наприкінці 1890 під час Клондайкської золотої лихоманки. Прем'єра мінісеріалу відбулась на каналі «Discovery Channel» 20 січня 2014 року.

## Синопсис
Історія зосереджується на дружбі двох авантюристів, Білла Гаскелла та Байрона Епстейна, які подорожують на північний захід Канади під час Клондайкської золотої лихоманки. По дорозі вони стикаються з важкими умовами, непередбачуваною погодою та відчайдушними, небезпечними персонажами. Їх підтримує власниця тартака Белінда Малруні та цілеспрямований письменник Джек Лондон.

## У ролях
| Актор             | Роль                    |
| ----------------- | ----------------------- |
| Річард Медден     | Білл Гаскелл            |
| Еббі Корніш       | Белінда Малруні         |
| Мартон Чокаш      | Суперінтендант Сем Стіл |
| Ієн Гарт          | Соупі Сміт              |
| Тім Блейк Нельсон | Джо Мікер               |
| Август Прю        | Байрон Епстейн          |
| Джонні Сіммонс    | Джек Лондон             |
| Тім Рот           | Граф                    |
| Сем Шепард        | Святий Отець Вільям     |

## Виробництво

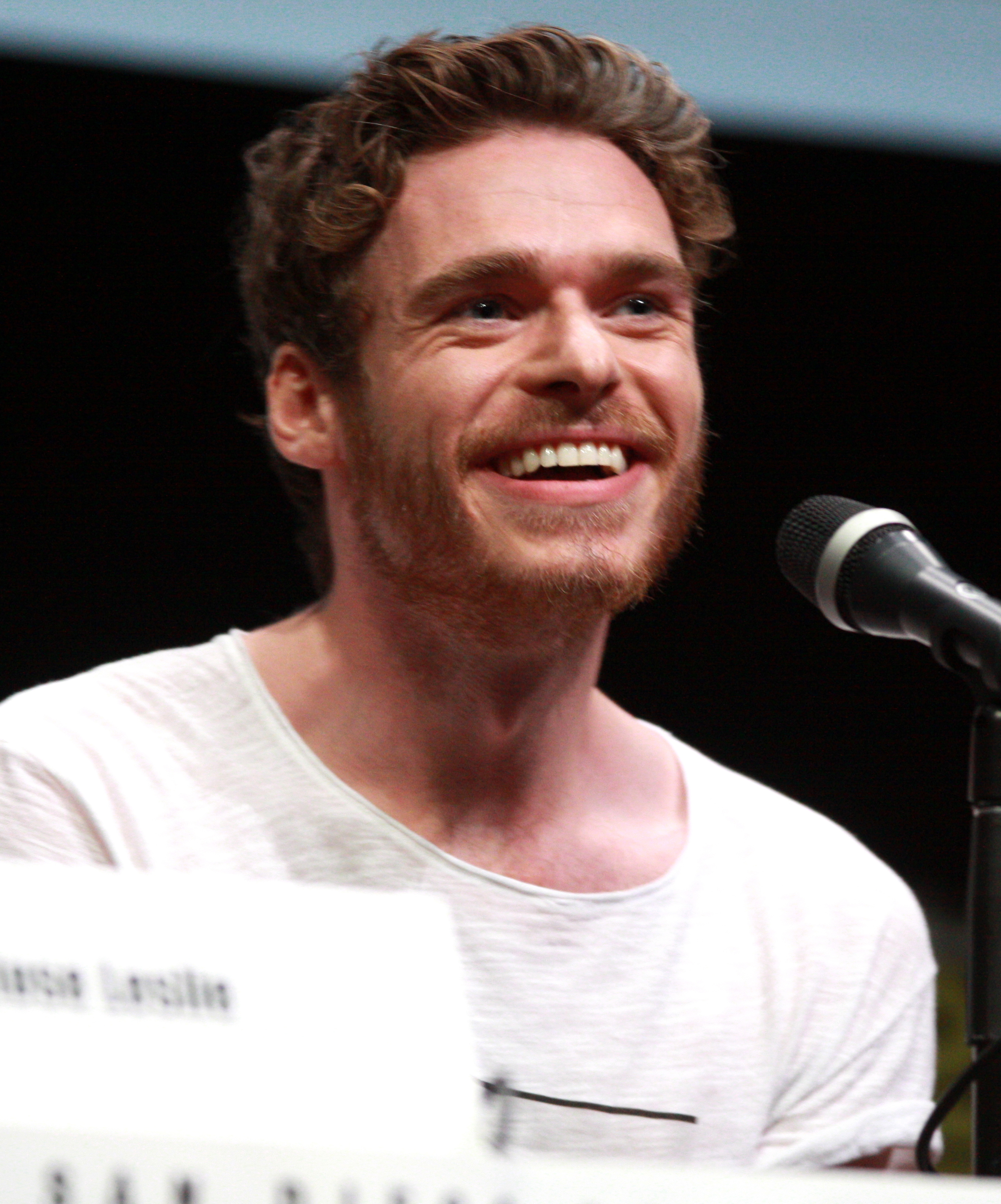
Річард Медден що зіграв Білла Гаскелла

Клондайк отримав зелене світло на телеканалі Discovery у грудні 2012 року. Режисер вірив, що мінісеріал буде доповнювати їхні інші пропозиції, такі серіали як «Золота лихоманка» та «Джунглі золота». Виконавчий продюсер Долорес Гевін заявив: «Наша аудиторія любить ідею духу боротьби. Це ціла історія про боротьбу людину проти природи, людини проти людини, людини проти себе — про ці теми ми говоримо кожний день на Discovery.»
Серіал заснований на книзі Шарлотти Грей Gold Diggers: Striking It Rich in the Klondike і показує долю різних людей, що вирушили в Клондайк в пошуках золота.
Виробництво почалося в березні 2013 в Альберті з режисером Саймоном Джонсом. Очікувалося, що зйомка шести годин кадрів займе 54 години.
Річард Медден знявся у ролі авантюриста Білла Хаскелла. Він погодився приєднатися до мінісеріалу, оскільки був вражений своїм сценарієм. Актор пояснив Entertainment Weekly в серпні 2013: «Це епічно, а слово „епічно“ я використовую рідко, щоб описати щось. Це вигадана історія. Ситуації, в які потрапляють персонажі дуже екстремальні фізично та емоційно. Я брав участь у багатьох різних проектах, та я ніколи не був так схвильований». За роль Меддену довелося вчитися альпінізму в Альберті. Він дослідив поведінку його персонажа в книгах та біографіях. Він повинен був боротися з великими висотами та сильним вітром, і зазначив, що несприятливі умови допомогли йому війти в характер.